# Mosaïque romaine
 (décembre 2019).

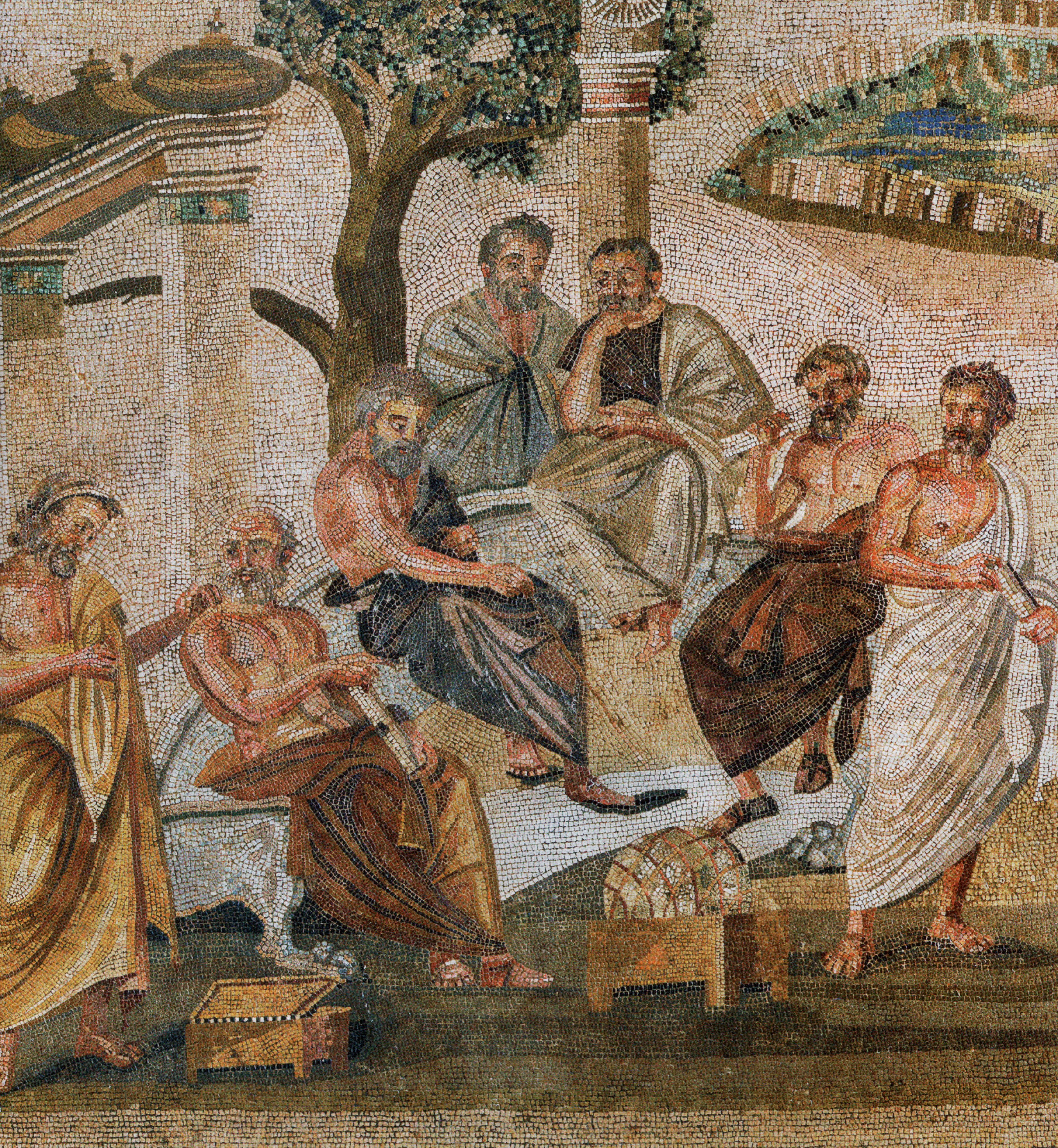
L'Académie de Platon, I Musée archéologique national de Naples.

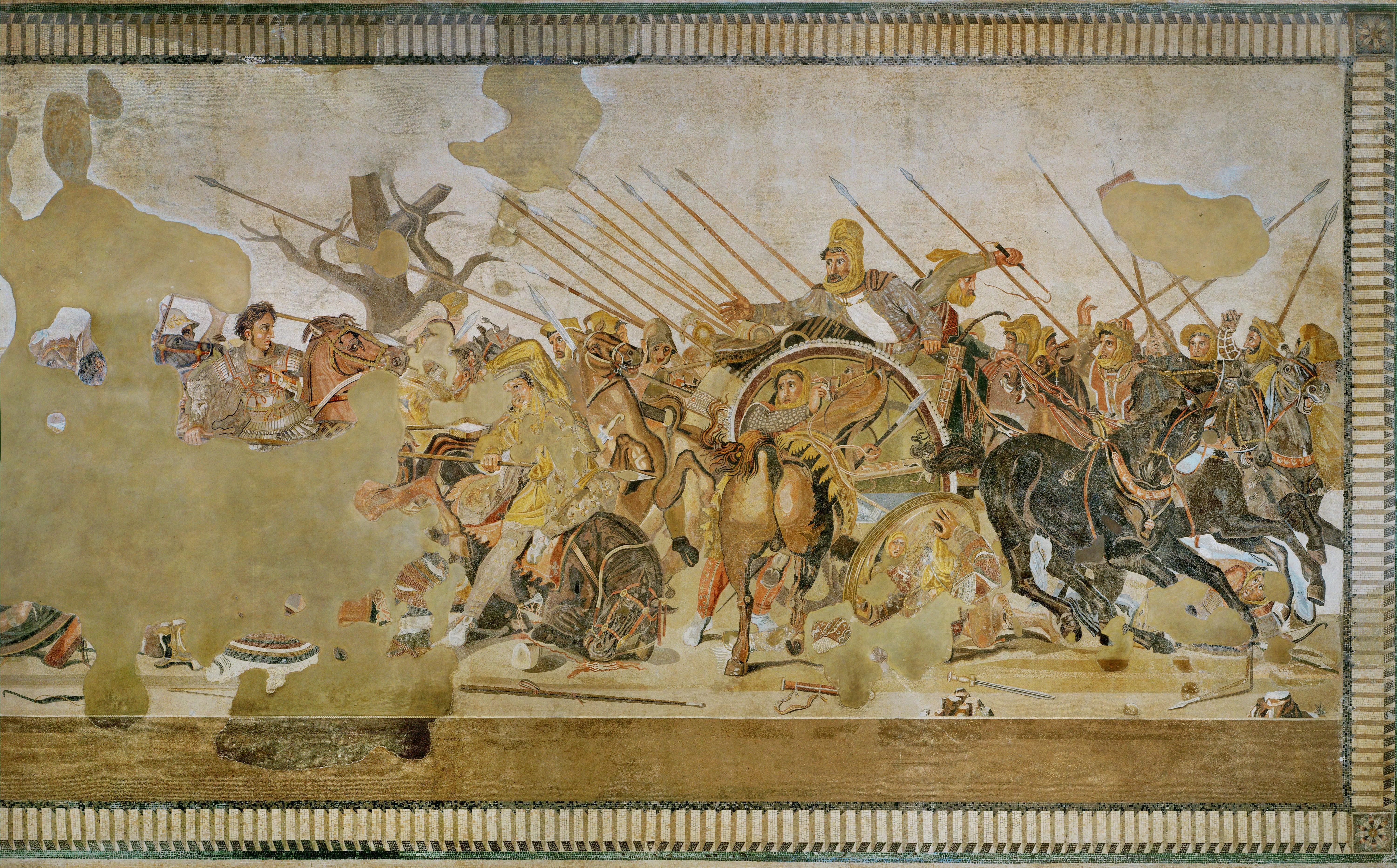
Mosaïque d'Alexandre, Maison du Faune, Pompéi.

La mosaïque romaine est la technique artistique par excellence dans la Rome antique  car ni la Grèce classique ni les Grecs d'Alexandrie n'avaient su lui donner la richesse du répertoire iconographique qu'elle a eue sous l'Empire romain et encore moins la répandre dans tout le bassin méditerranéen comme le fera Rome. La mosaïque polychrome est totalement maitrisée par les Romains au IIe siècle av. J.-C..
Grâce à l'activité de ses ateliers itinérants, toutes les provinces situées autour du mare nostrum, ont connu dès les débuts de l'expansion romaine cet art qui a trouvé un terrain d'élection dans les pays où la lumière est reine.
L'exposition, organisée en 2001 par l'Union Latine au musée archéologique de Madrid, a mis l'accent sur l'art de la mosaïque tel qu'il est illustré dans les pays du bassin méditerranéen.
L'une de ses particularités majeures est l'abondance et l'extrême diversité des représentations animales,.
La construction d'un complexe hôtelier en 2019 à Antakya a nécessité un programme préventif de recherches archéologiques qui a révélé une mosaïque qui s'étale sur 1 050 m2. Elle est ornée de motifs géométriques. Il est probable qu'elle recouvrait une place publique. Elle a été datée du IVe siècle. Sa dimension est remarquable au point que le projet immobilier devrait être modifié pour l'intégrer dans le complexe et permettre au public de pouvoir l'admirer.

## Galerie

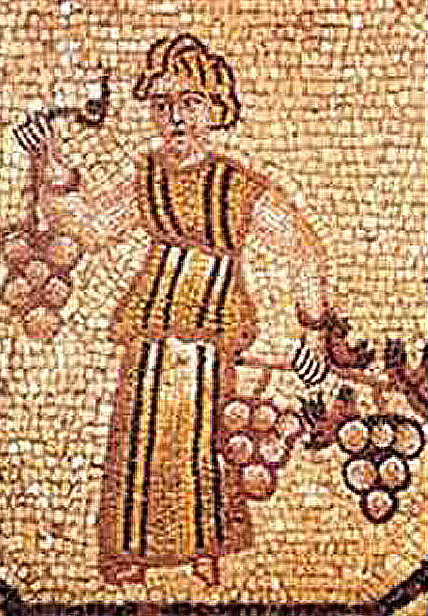
Scène de vendange.
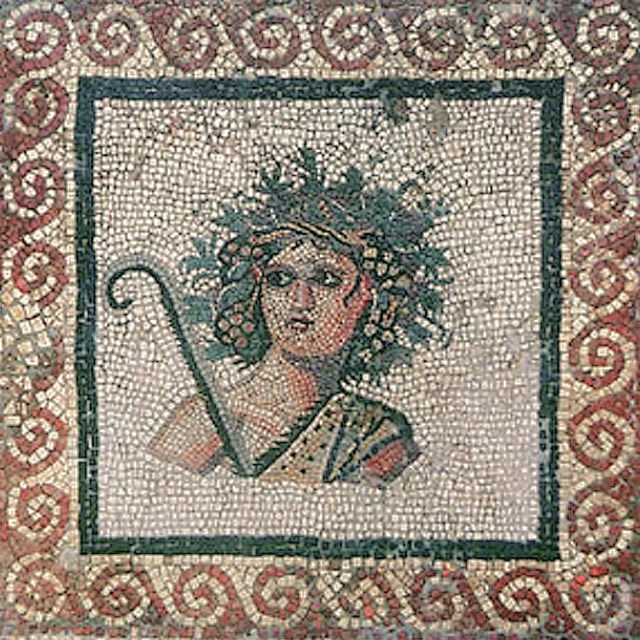
Bacchus jeune, musée archéologique de Cherchell, Algérie.
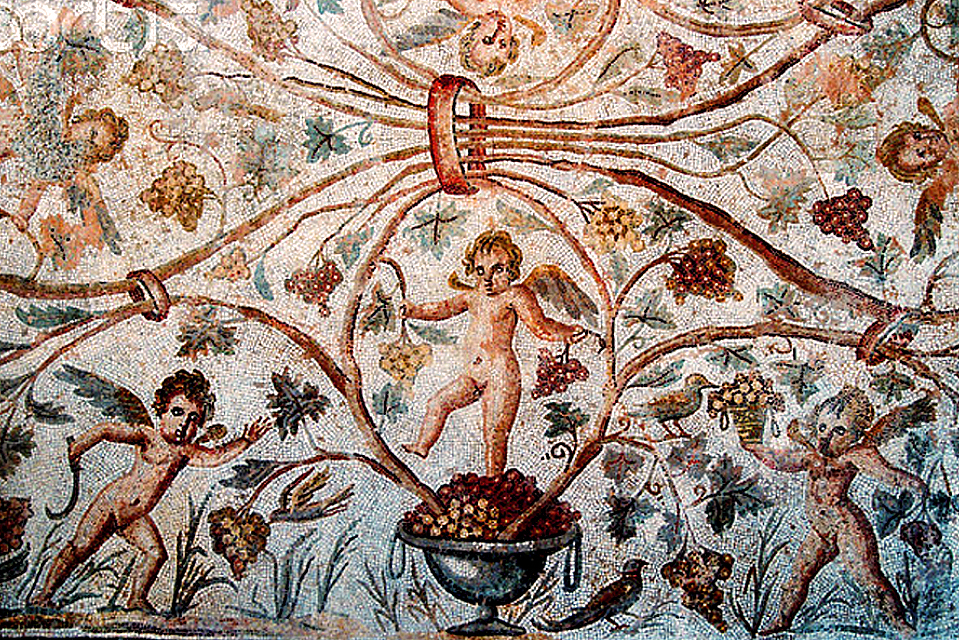
Les Amours vendangeurs, Musée d'Hippone à Annaba, Algérie.
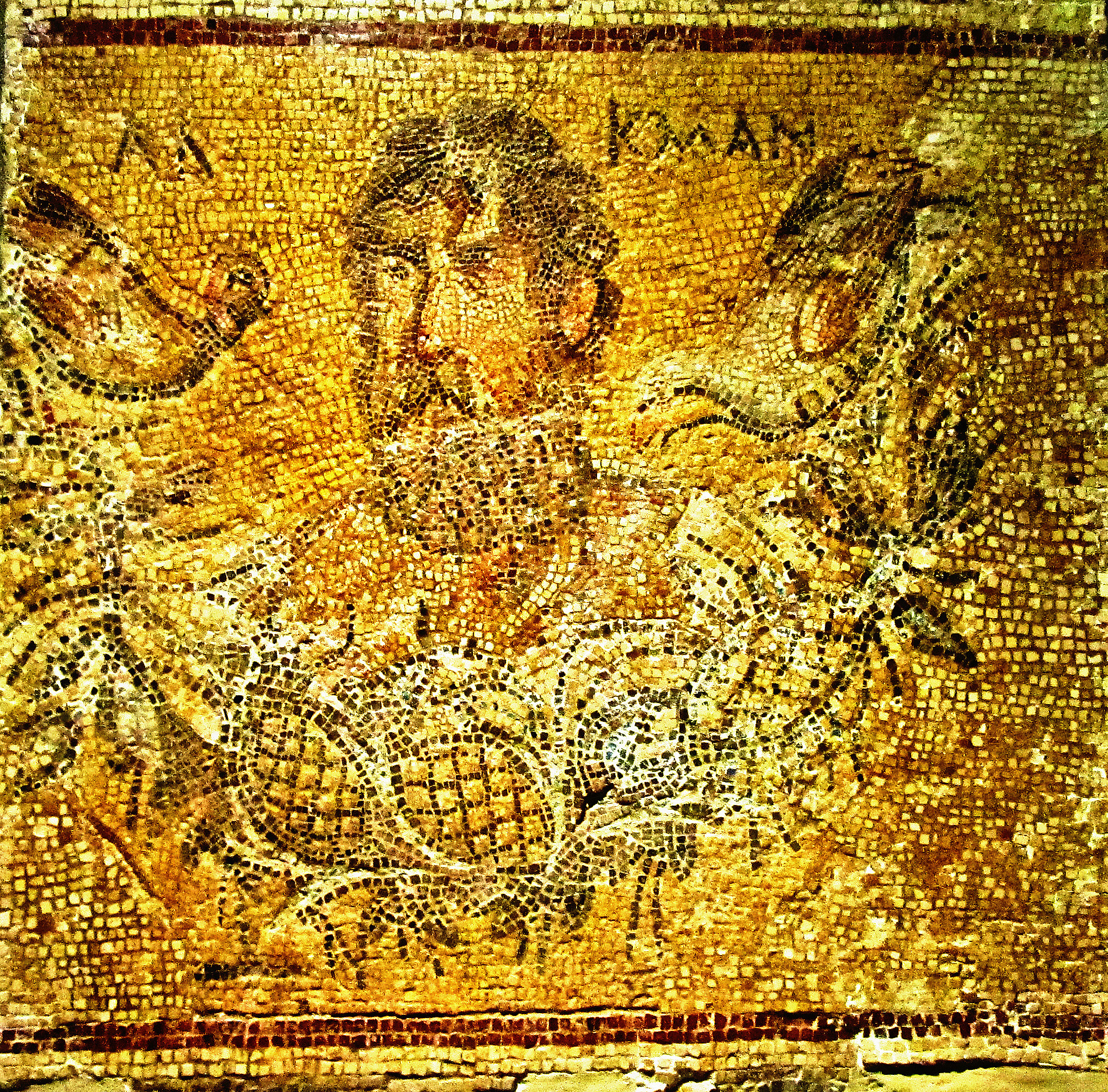
Le poète grec Alcman buvant du vin, Musée archéologique de Jerash, Jordanie.
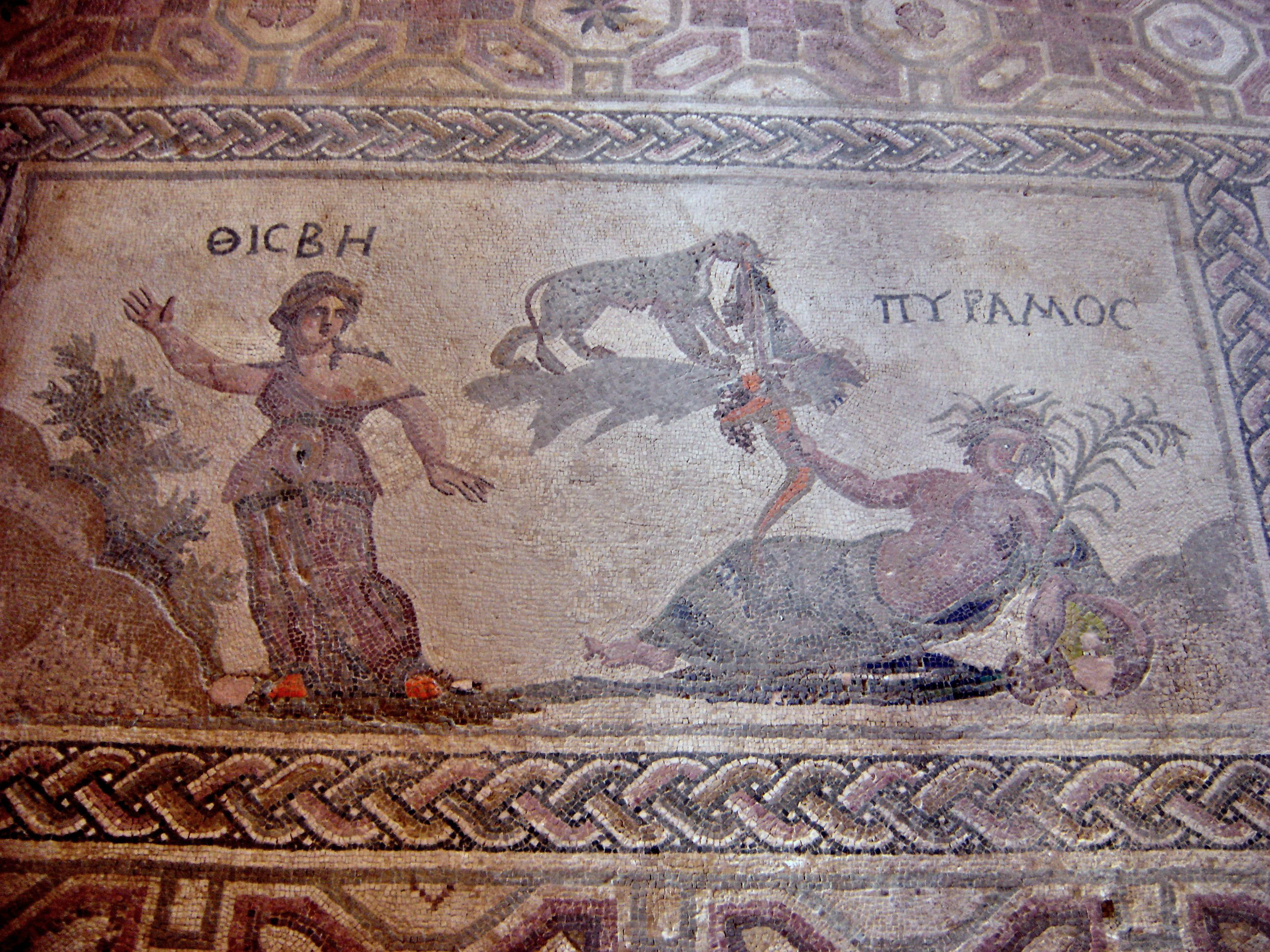
Pyrame et Thisbé, Paphos (Chypre).
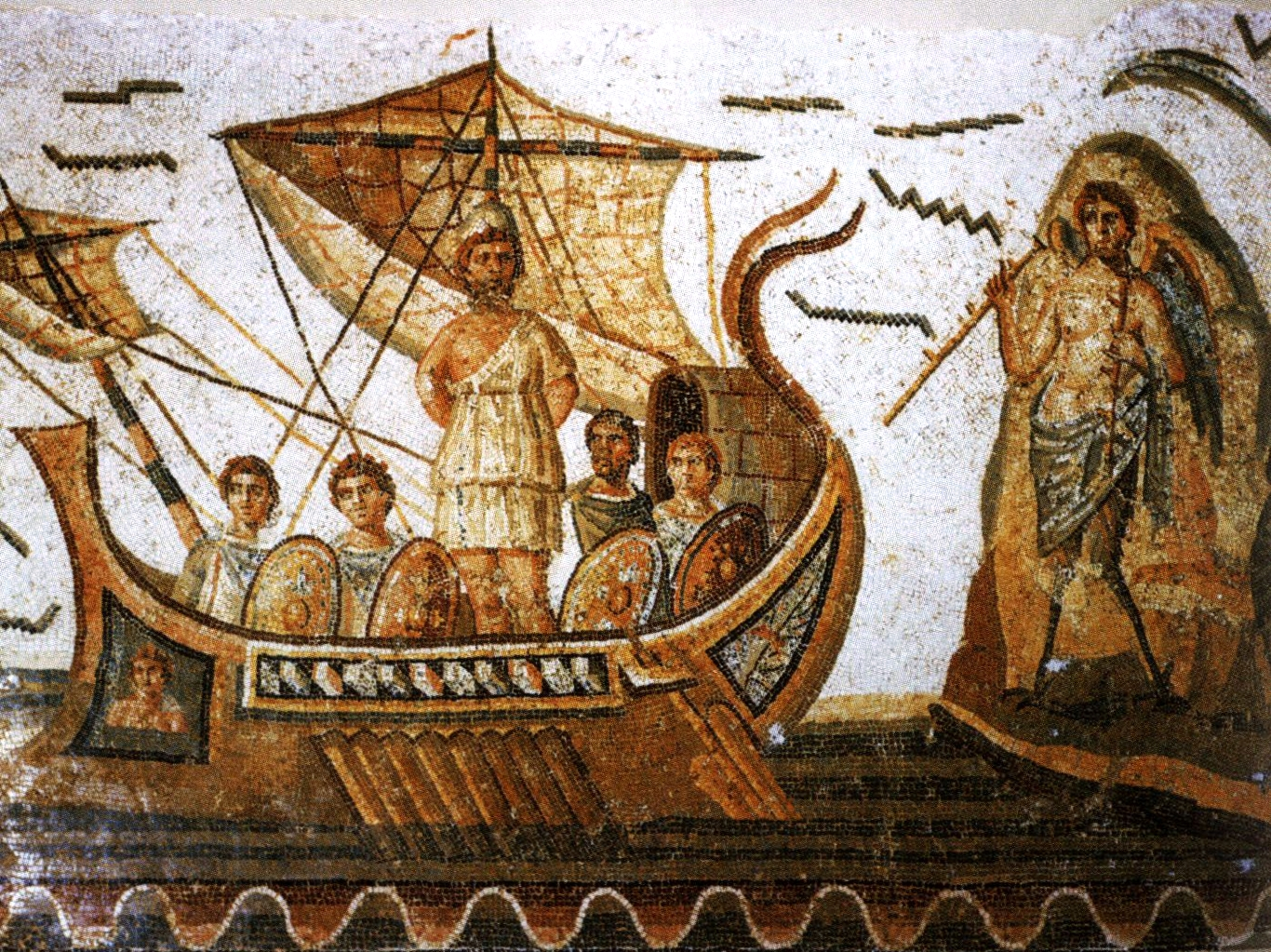
Ulysse et les sirènes, IIIe siècle av. J.-C., Musée national du Bardo à Tunis.
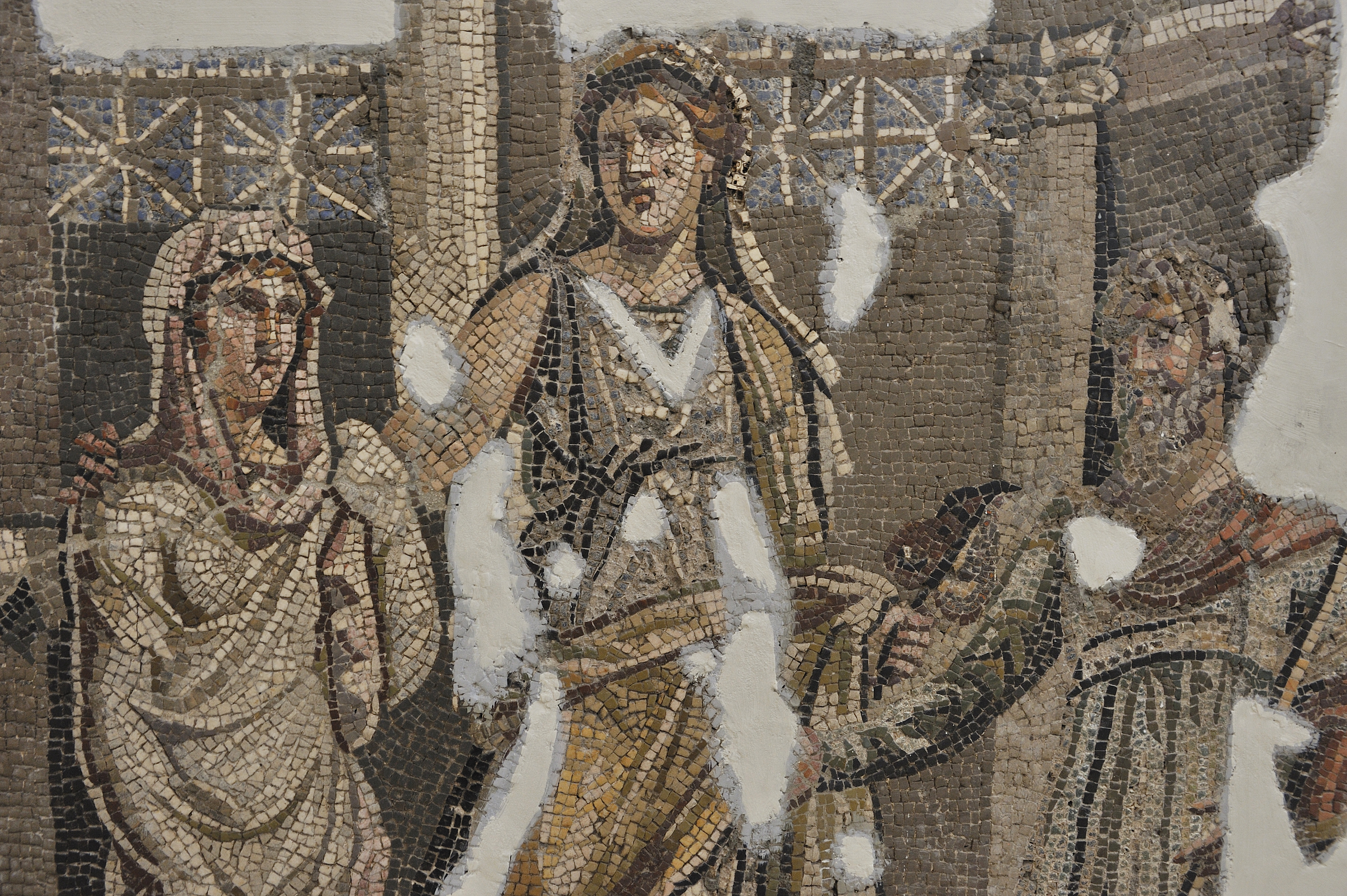
La mosaïque d'Iphigénie, à Antioche, actuelle Antakya.
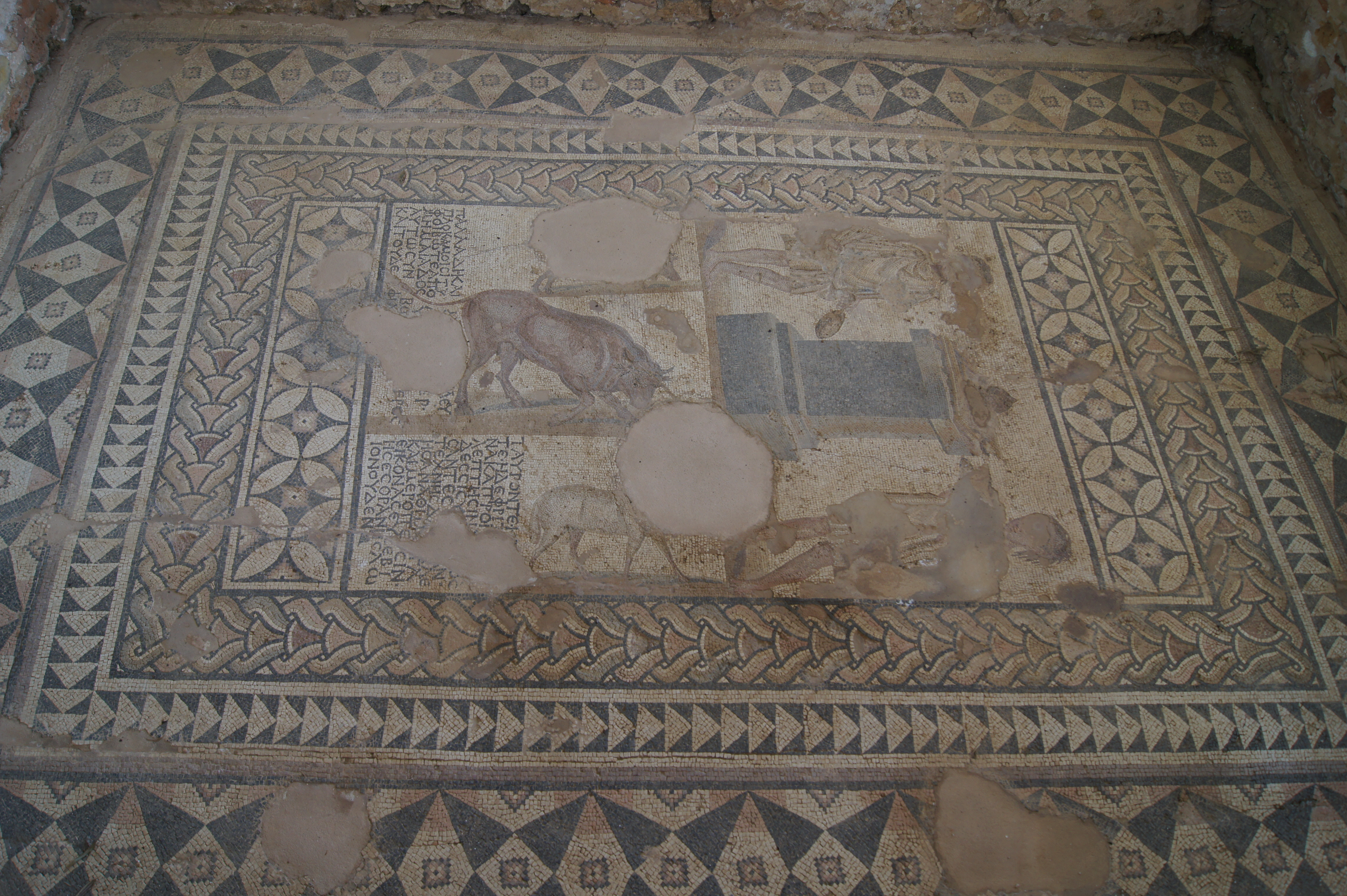
Mosaïque au sol d'une villa romaine, IVe siècle, à  Skala, île de Céphalonie, Grèce.
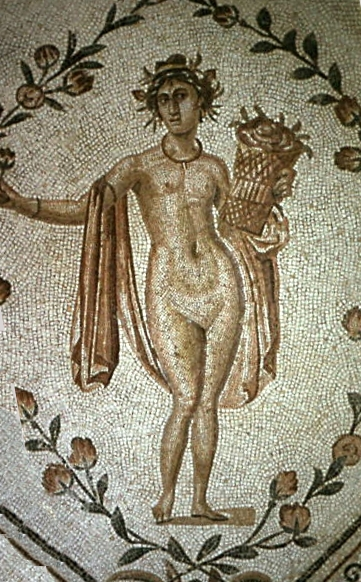
Le Printemps, détail de la Mosaïque du triomphe de Neptune et les quatre Saisons, IIe siècle, Musée national du Bardo, à Tunis.
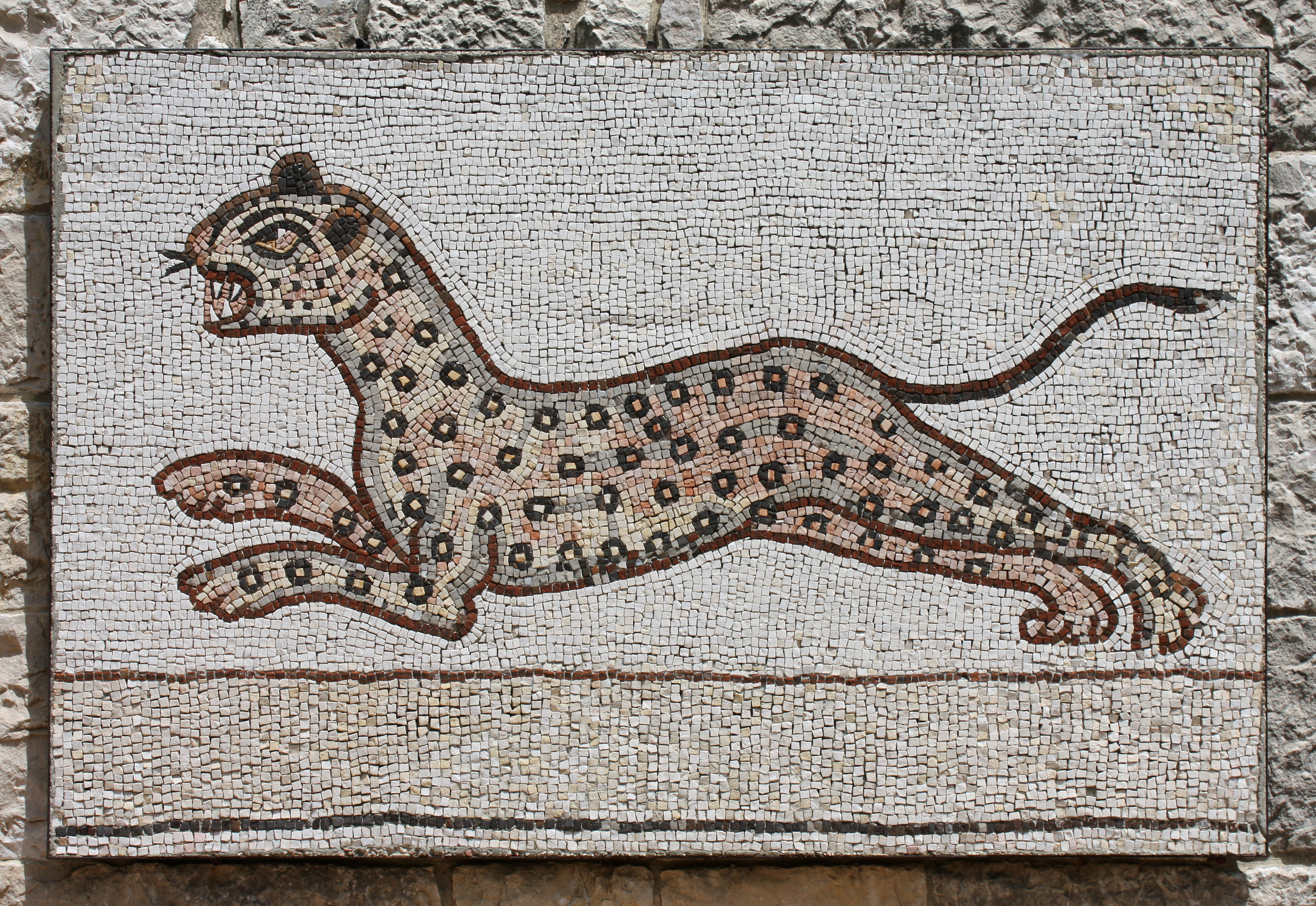
Léopard, Palais de Beiteddine au Liban.
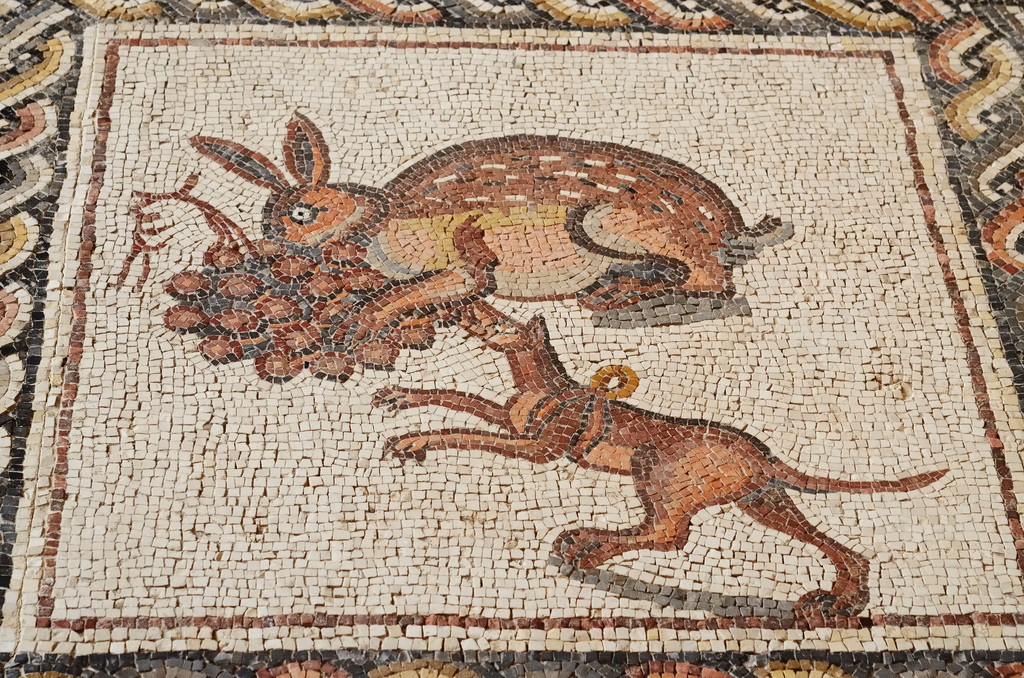
Lièvre croquant du raisin, IVe siècle, découverte à Lod, Israël.
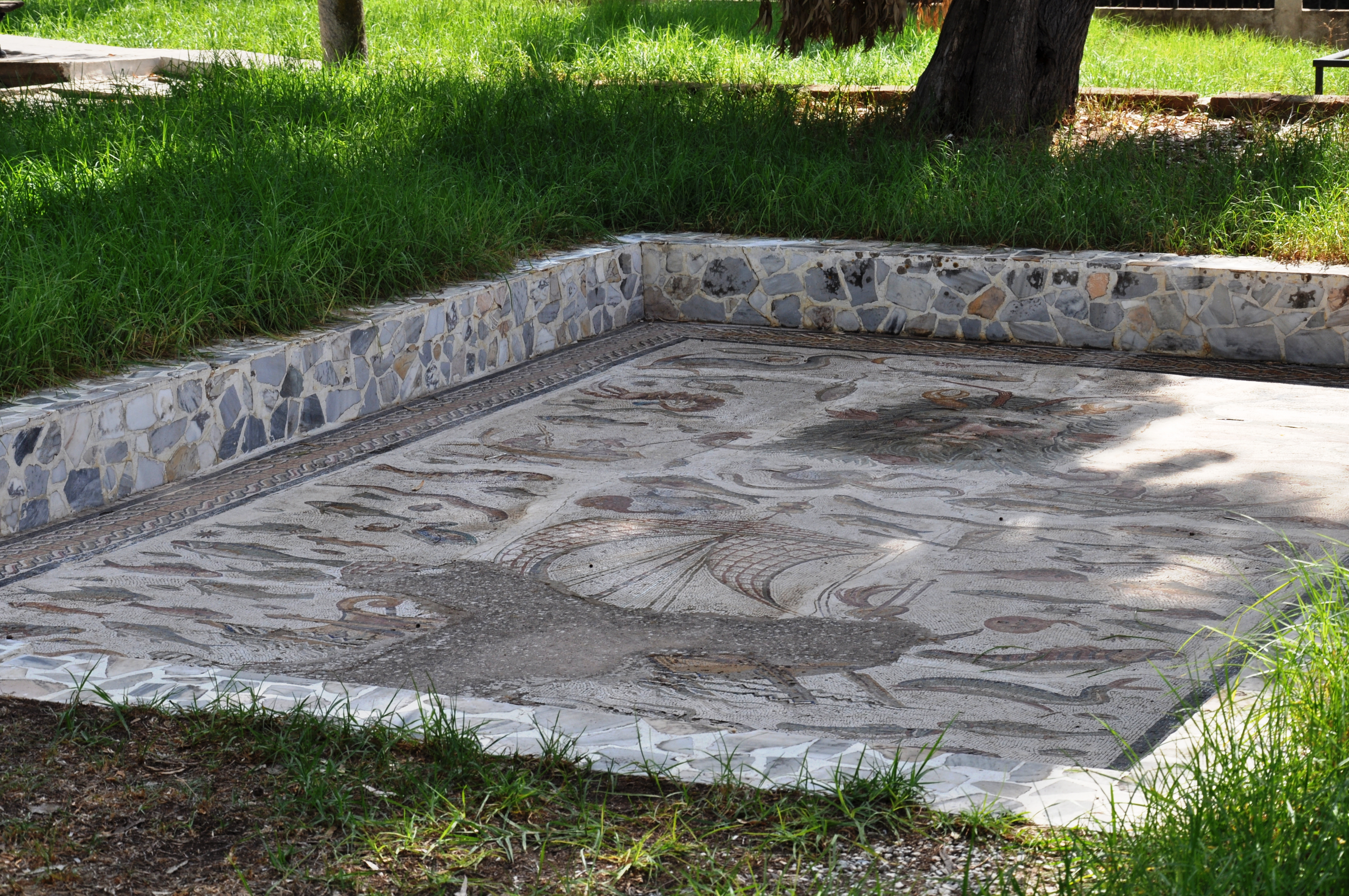
Mosaïque sur le site archéologique d'Utique, Tunisie.
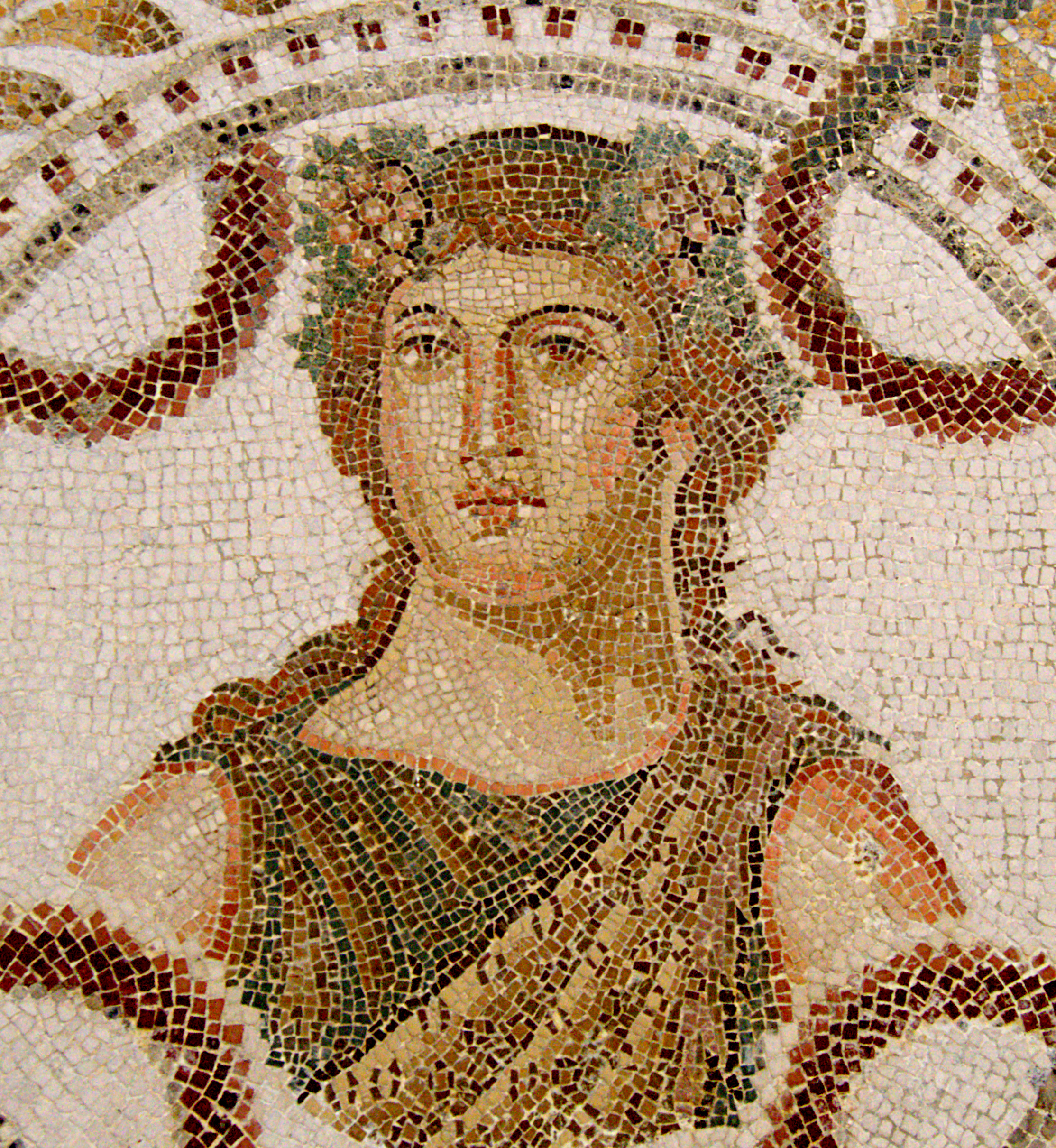
Détail d'une mosaïque, musée archéologique de Lamta, Tunisie.
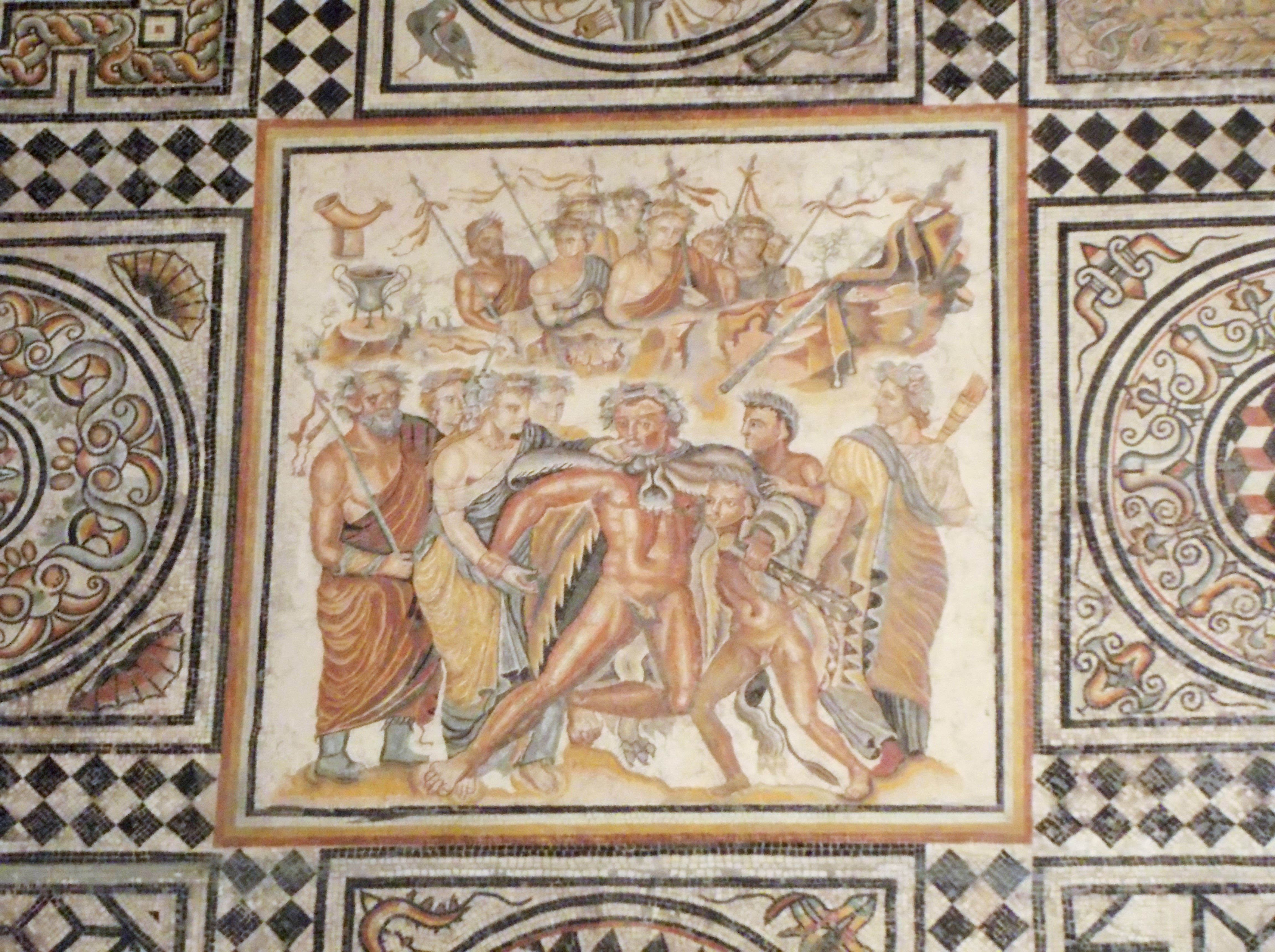
Ivresse d'Hercule, IIe siècle, Musée gallo-romain de Fourvière à Lyon.
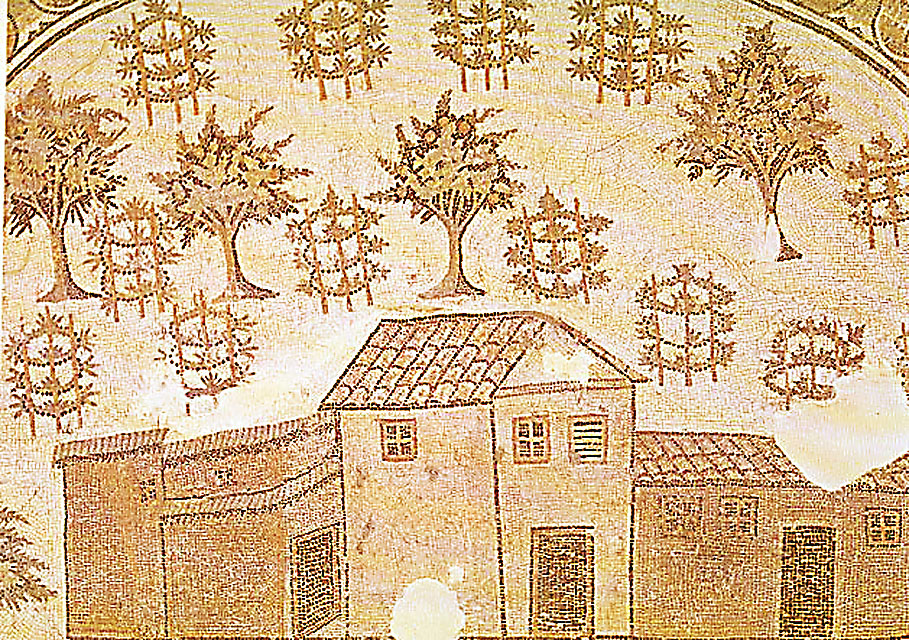
Mosaïque de la villa rustica à Tabarka, Tunisie.
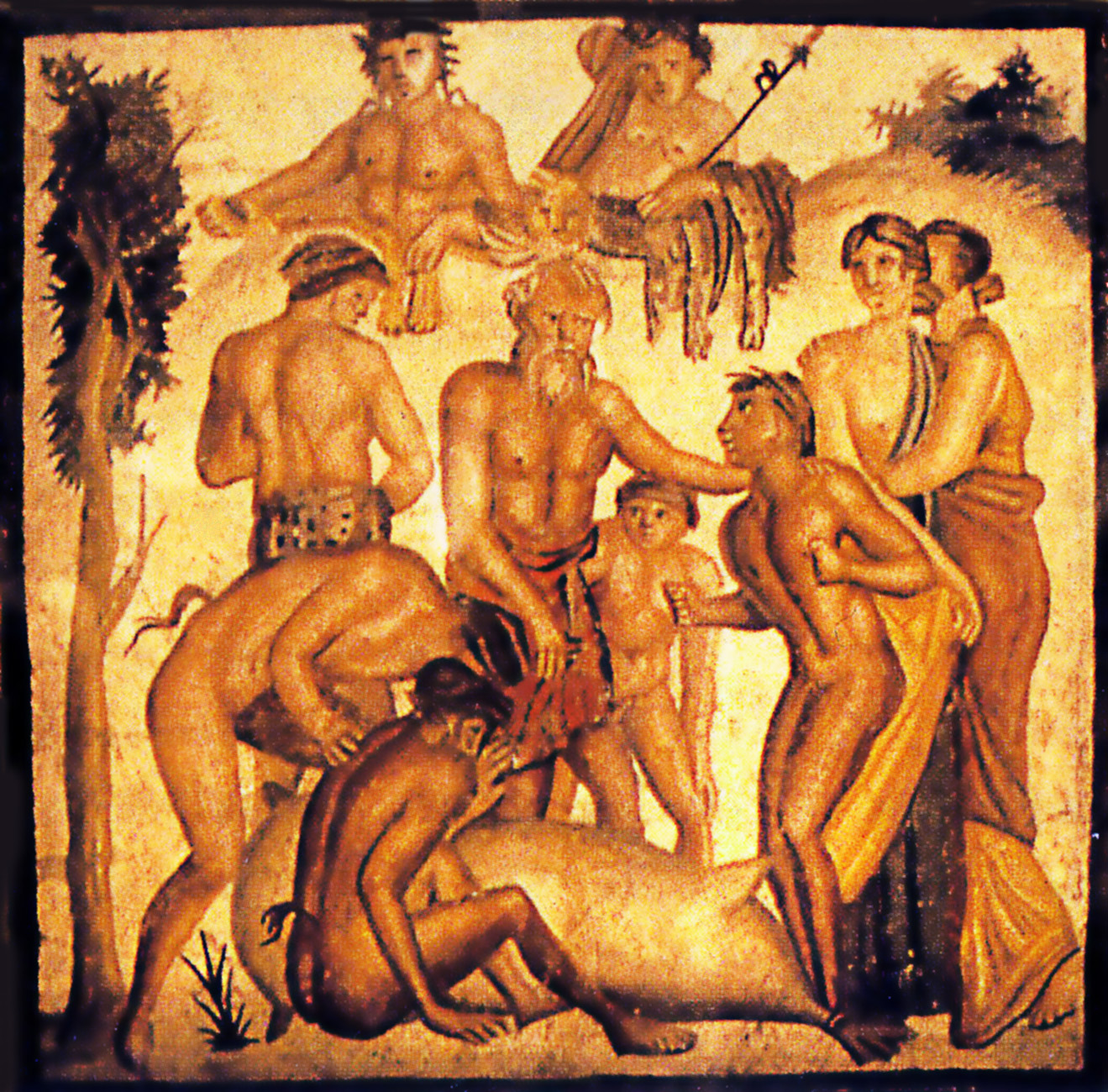
Jeu de l'outre, mosaïque de sol provenant d'Ostie représentant Silène, des satyres et des bacchantes, Musée de Pergame, Berlin.
Scène de commerce, Musée national du Bardo à Tunis.
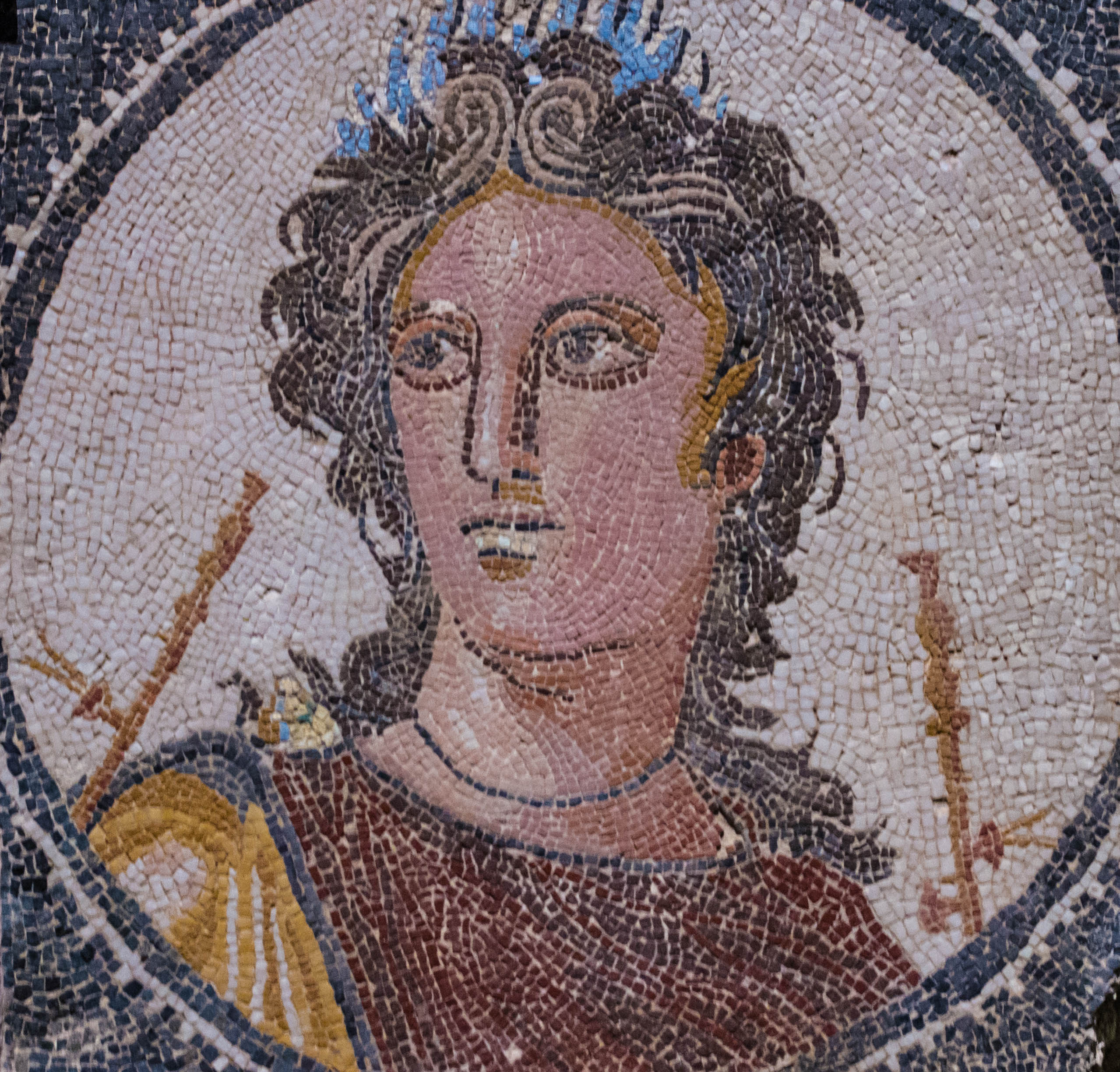
la muse Euterpe, IIe siècle, Musée national archéologique de Tarragone, Espagne.
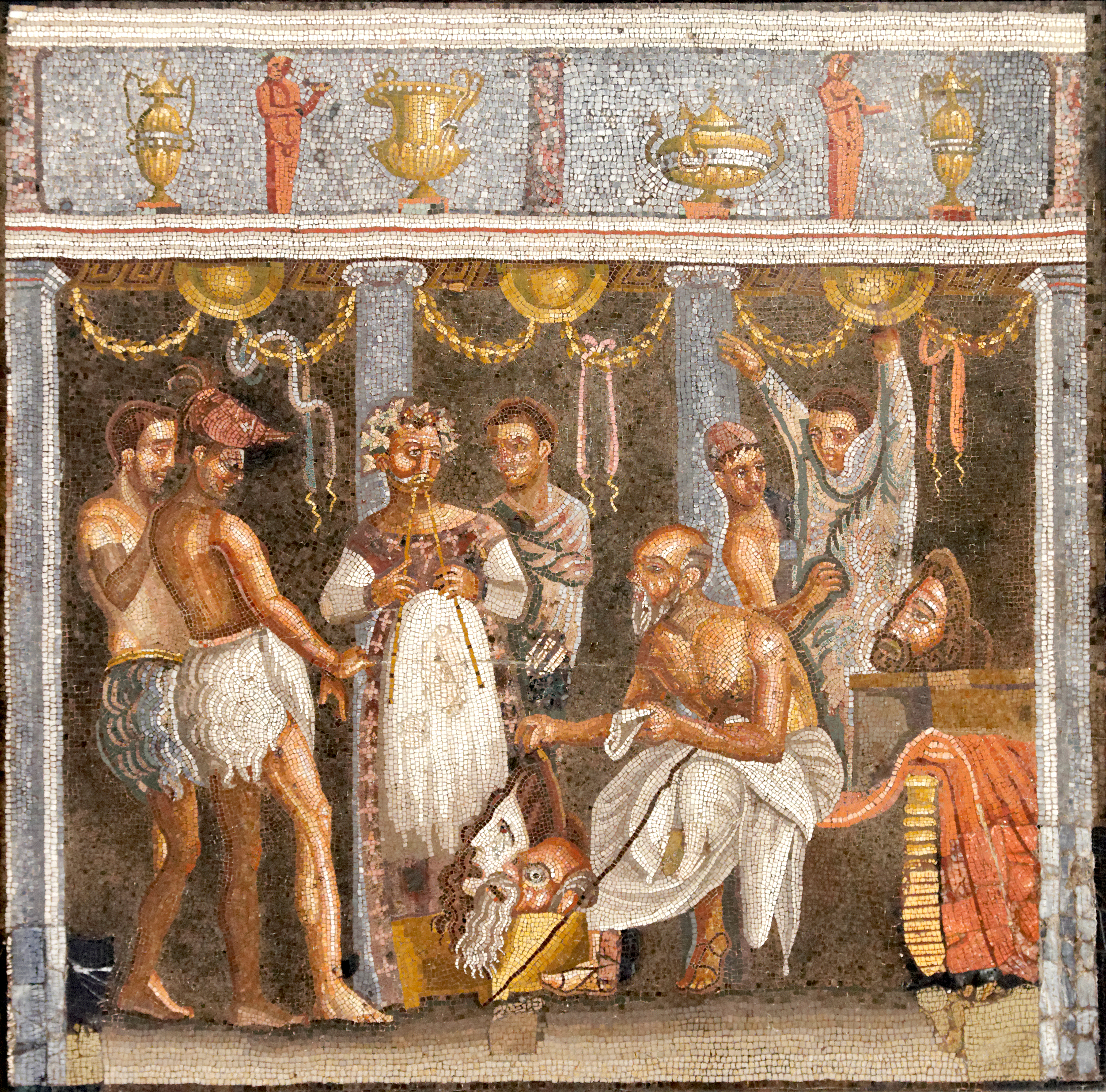
Acteurs et musiciens se préparant, mosaïque de la Maison du Poète tragique à Pompéi, Musée archéologique national de Naples.
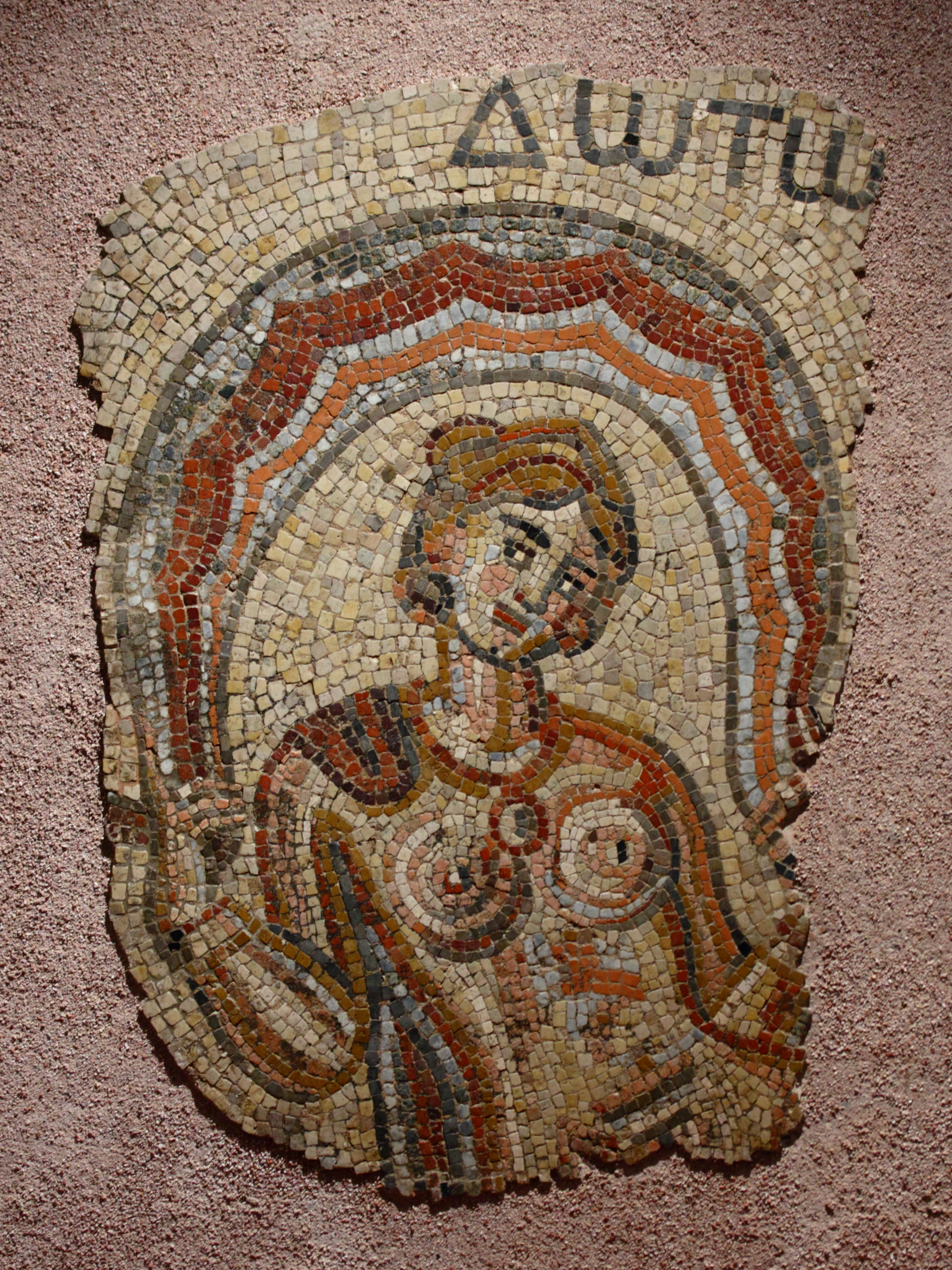
Nymphe (Ino ou Dotô), IVe siècle ou Ve siècle, provenant d'une villa romaine de Saint-Rustice, Musée Saint-Raymond à Toulouse.
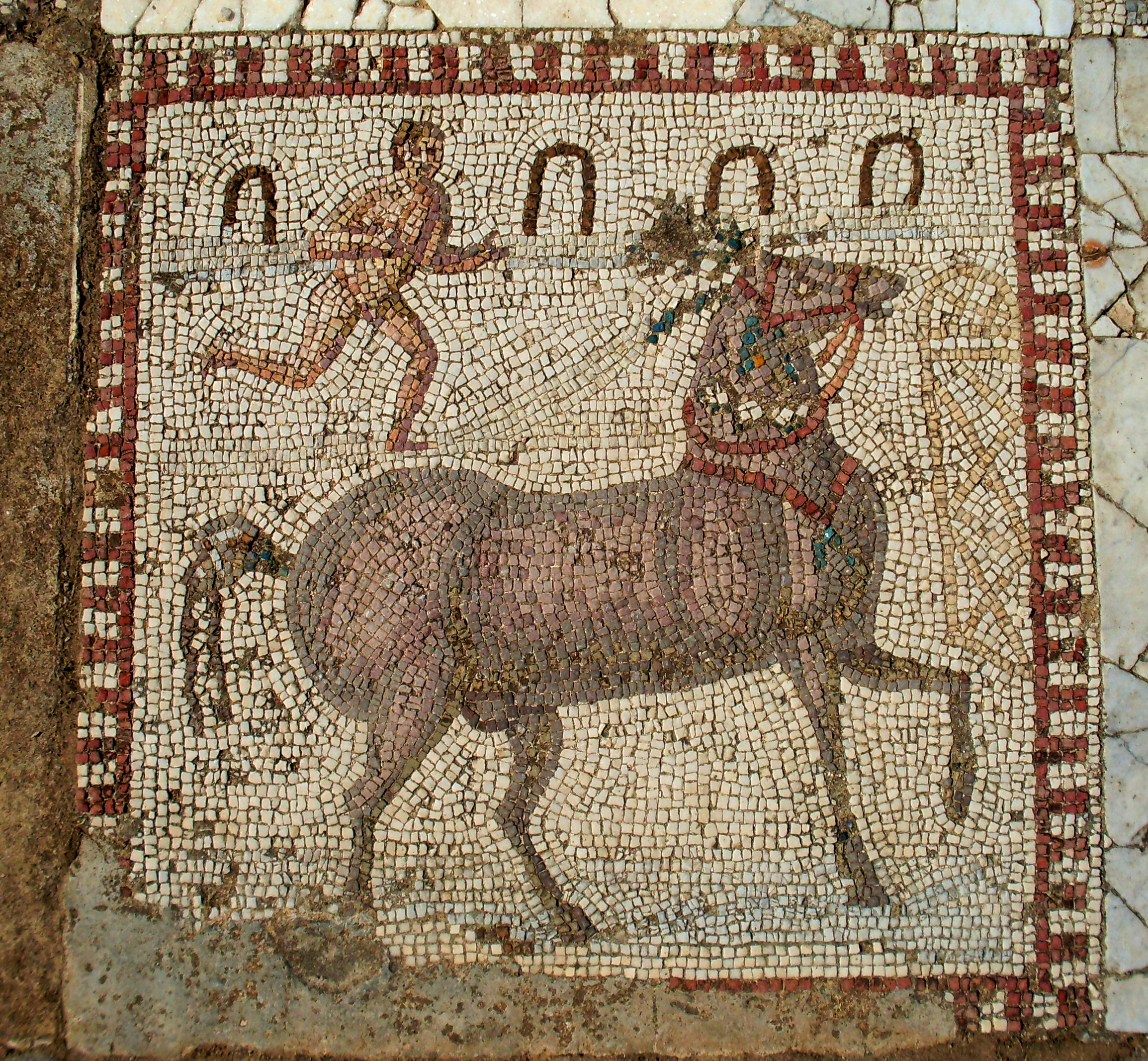
Détail de la Mosaïque des chevaux de Carthage, IVe siècle ou Ve siècle, parc archéologique des villas romaines de Carthage, Tunisie.
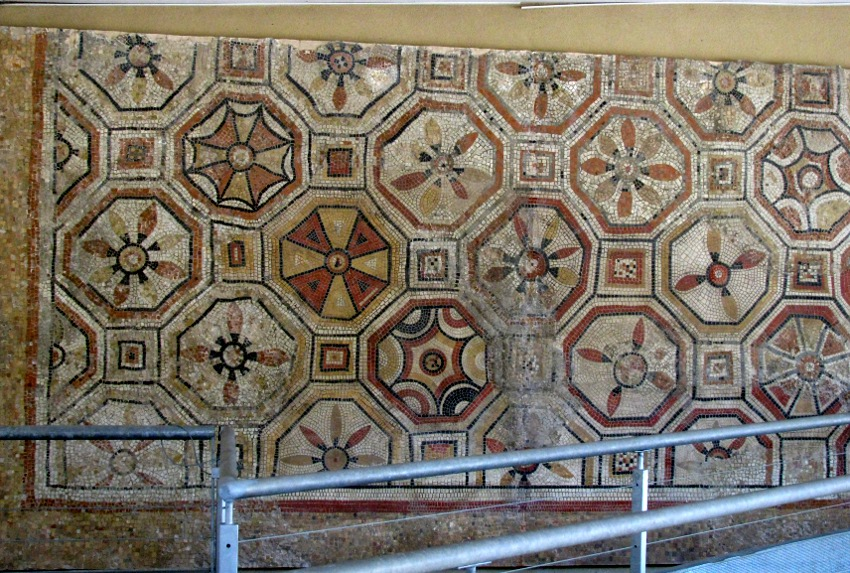
Mosaïque de la villa gallo-romaine de Montcaret, Dordogne, IVe siècle ou Ve siècle.
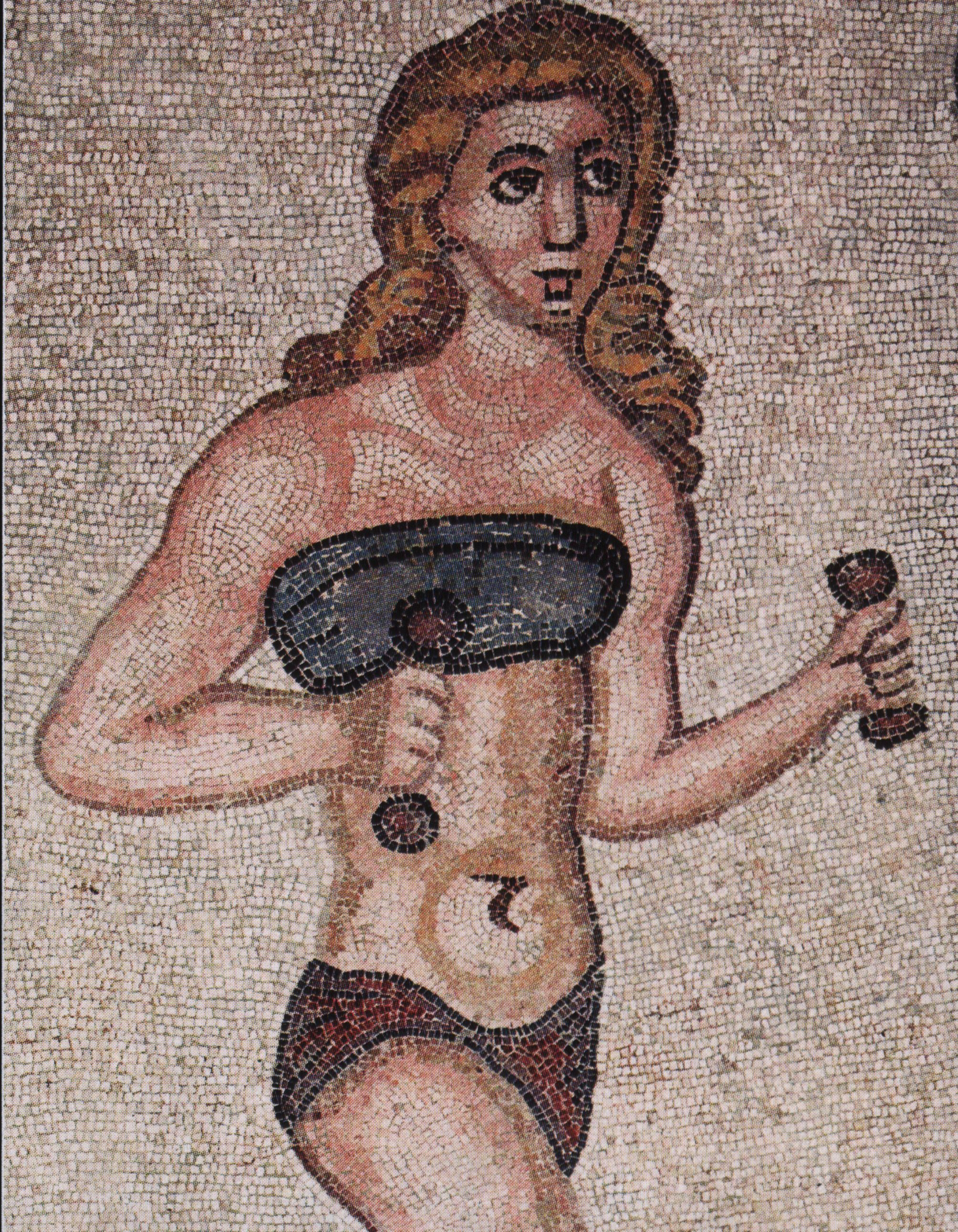
Jeune femme aux haltères, IVe siècle, villa romaine du Casale, Sicile.
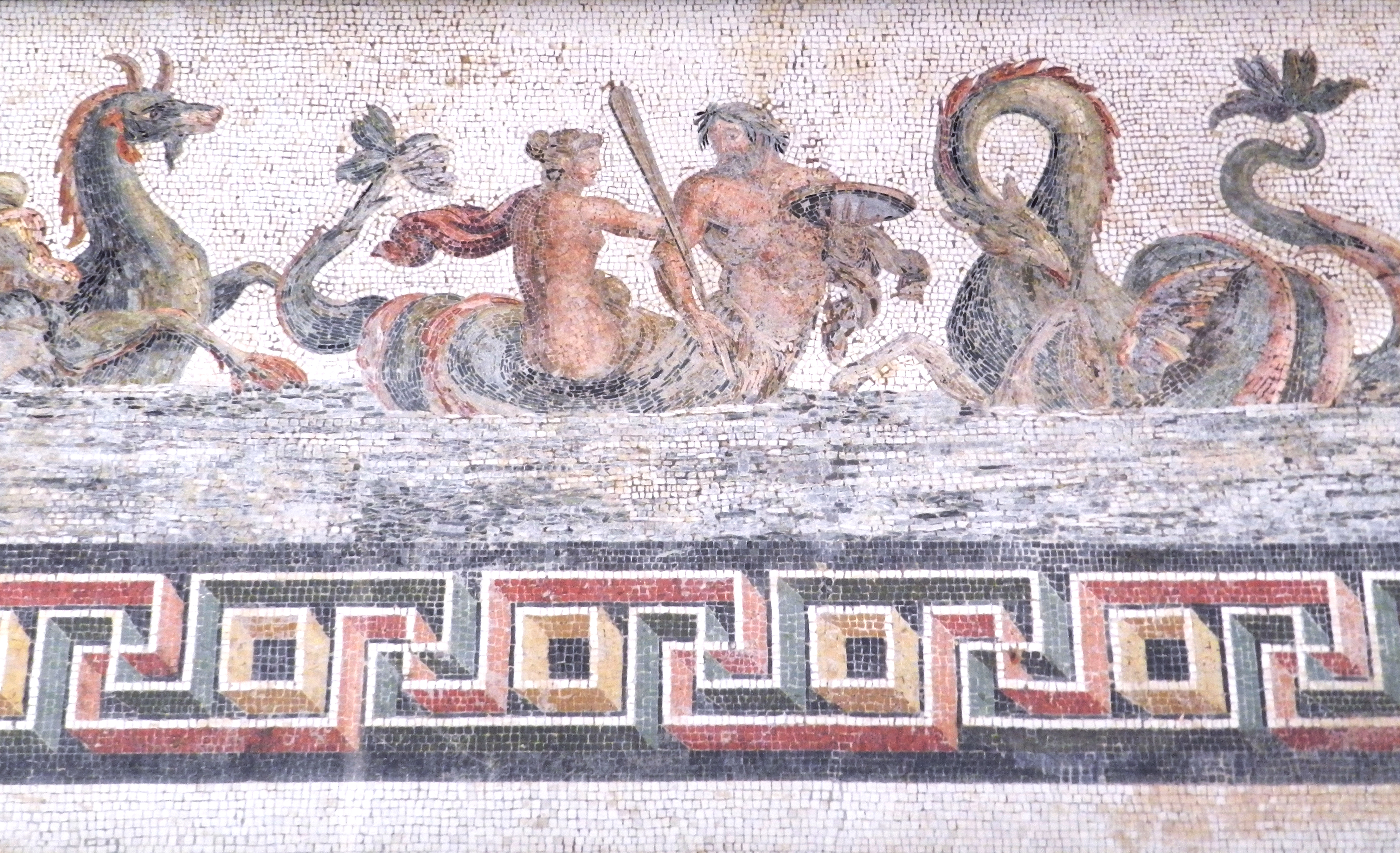
Scène marine, copie d'une mosaïque romaine, 1850-1860, Musée royal de Mariemont, Belgique.
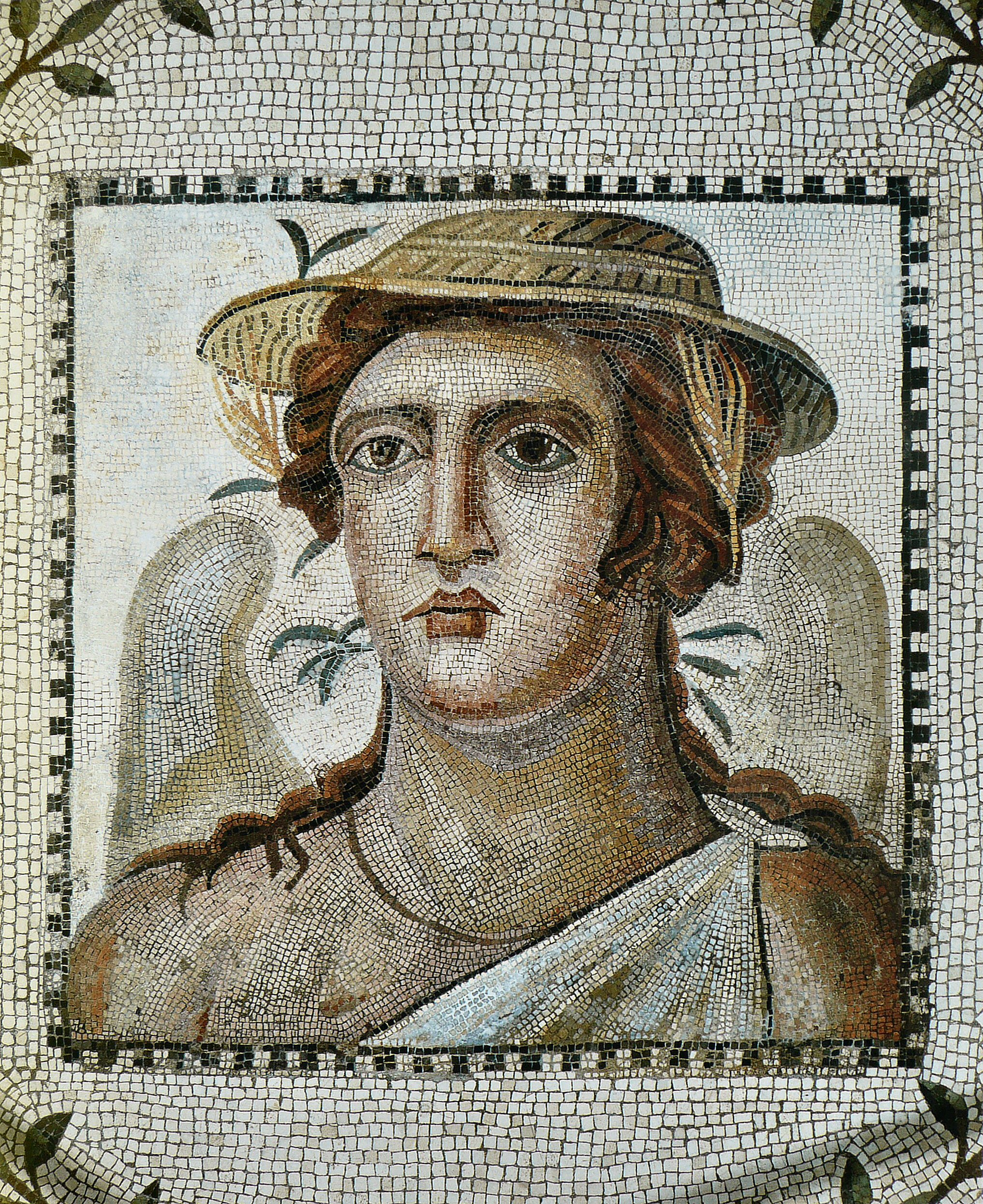
Détail du pavement de la Sala delle Dame du Palais du Quirinal, Rome.